# 刑警803 (广播剧)
《刑警803》是上海人民广播电台和上海市公安局法制宣传处联合录制的侦破性质的大型系列广播剧，在中国大陆各地电台广泛播出。是在上海东方广播有限公司旗下唯一跨频率播出的广播剧。

## 节目播出
在上海，其节目目前主要在上海故事广播（调频107.2）《迷案剧场》栏目间断播出。

## 简介
1990年8月10日上海电台推出大型系列广播剧《刑警803》，在剧本创作过程中，先后组织20多位剧作家深入公安刑侦第一线，将当时广大群众所关注的故事情节有些取材于上海市刑警队的侦破案列，经艺术加工而成，也有剧情是纯粹的文学创作。因上海市公安局刑事侦查总队在中山北一路803号，所以得名《刑警803》。该剧的主要角色有侦查员803刘钢、助手沈希。2000年以后录制过第二部，刘钢升任刑警队副总队长，侦查员主要是苗振、乔丽娜、丁晓军、诸葛平。
广播剧从1990年8月10日始播至今，2001年前的旧版共39部206集。2000年后广播剧改版，截至2009年底，新版《刑警803》已制作播出113部536集。2011年底，《刑警803》播出共计803集。有20余家电台购买了《刑警803》节目并播出，累计销售5500余集。在众多的热心听众中，就有文学大师巴金。到目前为止，是全国同一品牌播出数量最多时间跨度最长的广播剧。

## 主题歌
- 作词：贾立夫，贾彦
- 作曲：杨树静，杨树华
- 演唱：李维敏（90版）、刘欢（94版）、霍永刚（新版）

新版歌词当中将“橄榄色”改成“英雄”。

## 不完全目录
| - 蓝村怪案（5） - 暴死之谜（5） - 隐秘（5） - 智擒东北虎（5） - 大美集团覆灭记（4） - 麒麟箱之谜（4） - 鳗鱼苗之战（5） - 神秘的海外客（6） - 邦迪行动（5） - 火光!火光!（5） | - 风雨之夜（5） - 012新娘之死（6） - 钻石戒（6） - 绑票（4） - 国宝将被拍卖（4） - 罪恶的天使（4） - 疯狂的海洛因（5） - 蛇山迷雾（5） - 雷派登宾馆的魔影（8） - 生死搏斗（6） |

| - 太子港行动（5） - 复仇女神（6） - 鲜花凶宅（6） - 智擒飞贼（8） - 白色陷阱（5） - 追捕黑牡丹（6） - 黑市上的爱情（6） - 伯明翰之战（4） - 夏琏（4） - 丽人之死（4） | - 沙滩疑云（5） - 阴谋之恋（5） - 伪币梦（8） - 巧取变色龙（8） - 与狼共谋（5） - 富翁的真相（5） - 大亨（5） - 玩火自焚（5） - 一网打尽（5） |

| - 智破无头案（7） - 白玉观音（6） - 东京大窃案（4） - 罗马蜜月（5） - 神秘的玫瑰香（5） - 女作家之死（3） - 无情的爱（5） - 本案无动机（5） - 子夜杀手（5） - 都市猎狼（6） | - 最后通缉（5） - 神偷迷踪（5） - 缉毒先锋（4） - 撕票之前（7） - 千里缉凶（6） - 东边日出西边雨（5） - 南非钻石（6） - 蜘蛛人（3） - 擒拿黄衣人（4） - 警魂（4） | - 死婴之迷（5） - 迷案擒凶（6） - 阴谋探戈（3） - 大肚阿福（5） - 被肢解的灵魂（5） - 爱的代价（4） - 一片小鱼鳞（3） - 网上捕鱼（5） - 爱情陷阱（4） - 神探抓小偷（3） | - 滴血钻石（4） - 罗兰迷案（3） - 破碎的明星梦（4） - 从校园走出的凶手（3） - 影子情人（5） - 爱情黑子（5） - 飞翔的鸽子（4） - 煤气杀手（6） - 艾滋生死劫（4） - 夺命海滩（5） | - 人鬼较量（4） - 谁是凶手（5） - 隐形杀手（4） - 流星雨（5） - 血色马蹄莲（3） - 爱情绝杀（6） - 神秘的黑巧克力豆（5） - 致命陷阱（4） - 落山石之坠（6） - 蜜月杀机（6） | - 真假奇案（4） - 红色旅行箱里的罪恶（4） - 毁灭（4） - 危险关系（5） - 罪恶连环（5） - 床下的罪恶（4） - 佛塔失踪之谜（4） - 堕落（4） - 印度夫人之死（4） - 引狼入室（6） | - 追画（6） - 绝密档案（5） - 劫杀的背后（5） - 蓝带丝之谜（5） - 芳草地疑案（5） - 婚介魅影（6） - 黑蜘蛛覆灭记（6） - 乞丐王国里的罪恶（5） - 卧底（5） - 天使之眼（5） | - 生死谈判（5） - 欲望之魔（4） - 爱到尽头（4） - 致命快感（5） - 巧破连环计（5） - 神秘的伊甸园（5） - 愤怒的水（4） - 紫罗兰一号（6） - 危情探戈（6） - 整容疑云（5） | - 超级毒杀（5） - 死亡海岸线（5） - 空巢迷踪（5） - 血色清晨（5） - 连环疯狂（5） - 欲望碎片（5） - 红耳坠之迷（5） - 血色百合花（5） - 无人目击（5） - 毁灭天使（5） | - 呜咽的单簧管（5） - 南国追凶（4） - 股市追凶（5） - 生死较量（5） - 疯狂的新娘（4） - 白天使之谜（6） - 魂断白玉杯（5） - 瞒天杀局（4） - 镜花水月（6） - 最后一站（6） | - 雨夜陷阱（5） - 海滩凶案（4） - K粉之迷（5） - 少女的祈祷（5） - 夺命南瓜饼（4） - 圣诞老人的谎言（5） - 生死连环劫（4） - 天地寻证（5） - 红牡丹奇案（5） - 毒杀背后（5） | - 名模之死（5） - 桃花结（劫）（6） - 偏走刀锋（4） - 黑色浪漫（4） - 网络黑幕（5） - 小年夜凶杀案(4) - 短信疑云(4) - 血色象牙塔(5) - 与“狼”共枕（5） - 摩托情仇（5） | - 完美骗局（4） - 杀人游戏（4） - 隐形血滴（5） - 出卖给魔鬼的灵魂（4） - 白色迷雾（4） - 宝贝杀手（7） - 扑克迷局 （5） - 爱之罪（5） |

## 获奖情况
- 《白玉观音》获得了第八届中宣部五个一工程奖
- 《网上捕鱼》获得了2002年度中国广播剧奖一等奖《夺命海滩》获得了2003年度中国广播剧专家奖一等奖。
- 《紫罗兰1号》2007年获第九届公安部“金盾文化工程”奖一等奖、第七届中国广播剧研究会专家评析连续剧金奖。
- 《空巢谜踪》获2007年上海广播电视奖一等奖。
- 《疯狂的新娘》于2009年一起荣获第十届公安部“金盾文化工程”奖一等奖

## 迷案俱乐部（原803编辑室）
原名803编辑室，自2012年3月9日起改版名为《迷案俱乐部》
- 主持人:琚一品
- 播出时间：周五上海故事广播（调频107.2）21:30《迷案剧场》。

次日上海故事广播（调频107.2）10上午10:30重播。
上海电台戏剧曲艺广播调频97.2次日晚上18:30《迷案剧场》播出。

### 板块
- 迷案在线：在这一板块会就听众在微博以及短信上的留言进行交流。
- 新剧介绍：介绍当前正在播出及即将播出的剧集内容。
- 迷案之夜：每次推荐一部悬疑电影。
- 刑警小贴士：讲述最近新发的案例，提示听众做好防范。